# Tapinoma sessilis
Tapinoma sessilis é uma espécie de formiga do gênero Tapinoma.